# Xuwulong
Xuwulong – rodzaj ornitopoda z kladu Iguanodontia żyjącego we wczesnej kredzie (apt lub alb) na terenach dzisiejszej Azji. Gatunkiem typowym jest X. yueluni, którego holotypem jest niekompletny szkielet oznaczony GSGM-F00001 z zachowaną czaszką, żuchwą, prawie kompletnym szkieletem osiowym (brakuje jedynie tylnych kręgów ogonowych), lewą częścią obręczy miednicznej i wiązkami skostniałych ścięgien nadosiowych; holotyp odkryto w osadach należących do grupy Xinminpu na terenie Basenu Yujingzi w okręgu Jinta w chińskiej prowincji Gansu. Od innych przedstawicieli Iguanodontia odróżnia go współwystępowanie: rostralnego (tj. bliższego czubkowi pyska) końca kości zębowej, który nie jest skierowany ku dołowi, ma w widoku bocznym kształt litery V i którego czubek jest nieco poniżej połowy wysokości gałęzi kości zębowej (dentary ramus); powierzchni stawowej żuchwy znajdującej się na poziomie połowy wysokości gałęzi kości zębowej; oraz powiększonego, skierowanego ku dołowi wyrostka przedłonowego. U innych przedstawicieli kladu Hadrosauriformes zarówno czubek końca rostralnego kości zębowej, jak i powierzchnia stawowa żuchwy leżą znacznie bliżej wentralnej (dolnej) krawędzi kości zębowej. Powiększony wyrostek przedłonowy występuje też u Ouranosaurus, lecz u tego ornitopoda jest on skierowany ku górze, a nie ku dołowi jak u Xuwulong. Kość łzowa X. yueluni ma krawędź wentralną dłuższą od krawędzi dorsalnej (górnej), podobnie jak kości łzowe ornitopodów z rodzajów Equijubus i Probactrosaurus. Kość szczękowa Xuwulong z profilu jest niska i przypomina kształtem trójkąt różnoboczny, przy czym jej część rostralna jest znacznie dłuższa od części kaudalnej (tylnej); pod tym względem X. yueluni przypomina takich przedstawicieli Hadrosauriformes jak Iguanodon, Ouranosaurus, Altirhinus i Jinzhousaurus, natomiast różni się od rodzajów Probactrosaurus i Equijubus, których kość szczękowa bardziej przypominała kształtem trójkąt równoramienny.
Xuwulong był średniej wielkości ornitopodem; autorzy jego opisu szacują jego całkowitą długość na ok. 5 m. Ponieważ badania nad holotypem X. yueluni są na wstępnym etapie, autorzy jego opisu nie zdecydowali się na określenie jego pozycji filogenetycznej przy pomocy analizy kladystycznej; w opinii autorów można jednak stwierdzić, że był on bazalnym przedstawicielem kladu Hadrosauriformes (definiowanego przez autorów jako klad obejmujący ostatniego wspólnego przodka gatunków Iguanodon bernissartensis i Parasaurolophus walkeri oraz wszystkich jego potomków) nie należącym do kladu Hadrosauroidea (definiowanego przez autorów jako klad obejmujący ostatniego wspólnego przodka Parasaurolophus walkeri i Bactrosaurus johnsoni oraz wszystkich jego potomków), najprawdopodobniej bardziej bazalnym niż Jintasaurus, być może blisko spokrewnionym z rodzajem Equijubus. Xuwulong jest trzecim bazalnym przedstawicielem Hadrosauriformes, którego skamieniałości odkryto w osadach grupy Xinminpu; z obszaru Basenu Yujingzi znany jest także Jintasaurus (który najprawdopodobniej współwystępował z X. yueluni w tym samym czasie na tych samych terenach), natomiast z obszaru sąsiedniego Basenu Gongpoquan znany jest Equijubus. Odkrycie Xuwulong dowodzi różnorodności bazalnych przedstawicieli Hadrosauriformes żyjących we wczesnej kredzie na terenach dzisiejszych północno-zachodnich Chin; zdaniem autorów jego opisu, odkrycie to wspiera hipotezę o powstaniu grupy Hadrosauroidea w Azji.